# 林凤镇
林凤镇是中国四川省安岳县下辖的一个乡镇级行政单位。位于安岳县东部，距县城26公里。地处四川盆地腹心，北纬29°57'12－30°03'26、东经105°32'11－105°36'27之间。面积47.49平方公里，人口3.05万（2007年）。
1941年置麟凤乡，1958年改林凤公社，1984年置乡，1992年建镇。

## 地质构造
林凤镇地表地质构造均属侏罗纪沙溪庙组，表现为石英砂岩夹泥页岩，曾有恐龙化石出土。岩层倾角小，近似水平，多表现为方山丘陵。岩层非常稳定，无断裂、无地震历史。

## 地貌河流
镇总体由南向北倾斜，大部分属于中浅丘地带，间有平坝。北部以平坝浅丘为主，南部以平坝及中丘为主。其中，西南的长林村、东部的独林村有相对高度超过100m的高丘地带。海拔一般在280－350m之间，最低点海拔为262m（石羊河出界处），最高点海拔401m（长林村困牛寺坡）。石羊河由南向北纵贯乡境，另有数条支流汇入。

## 气候植被
林凤镇气候温和，年平均气温17.2℃，7月平均气温为27.8℃，1月平均气温为6.4℃，极端最高气温41.3℃，极端最低气温-5.6℃，无霜期达300天。降水丰沛，年降水量约1,000mm。属亚热带常绿阔叶林，森林覆盖率在30%以上。

## 行政
林凤镇下辖以下地区：
其林村、独林村、石滚村、新坝村、长林村、大坡村、天池村、松林村、横山村、桥堰村、山湾村、学田村、大月村、华阳村、青山村、南泥村、育才村、七龙村和玉带村。

## 经济产业
农业主产水稻、小麦，兼产油菜子、棉花，养殖生猪。柠檬种植是全镇的特色支柱产业，种植面积已经超过一万亩。林凤镇系长江上游防护林工程带乡镇之一，蚕桑业发展也很迅速。工业以家具产业为主，乡镇企业有建材、汽车修理等厂。

## 交通
大安公路穿境而过，另有林高路。村村通有公路。

## 旅游景点
庵堂寺、刘家山林、天池山天池寺、唐宋摩崖造像